# Галлдор Стеневік
Галлдор Естерволд Стеневік (норв. Halldor Østervold Stenevik, нар. 2 лютого 2000, Еустеволл, Норвегія) — норвезький футболіст, півзахисник клубу «Молде».

## Ігрова кар'єра

### Клубна
Грати у футбол Галлдор Стеневік починав у молодіжній команді клубу «Фюллінгсдален» з міста Бранн. У 2016 році він перейшов до іншого клубу з цього міста - ФК «Бранн». У складі якого у вересня 2016 року дебютував у чемпіонаті Норвегії. Наступний сезон для набору ігрової практики футболіст провів в оренді у клубі нижчого дивізіону - «Нест-Сотра».
А сезон 2019 року футболіст почав вже у клубі «Стремсгодсет». Другу половину сезону 2019 року Стеневік провів в оренді у клубі «Согндал». За час виступи у «Стремсгодсет» півзахисник провів понад сотню матчів.
У січні 2024 року Стеневік перейшов у склад діючого володаря Кубка Норвегії «Молде». 22 лютого у матчі у Варшаві проти «Легії» у рамках плей - офф Ліги конференцій Галлдор Стеневік дебютував у новій команді.

### Збірна
З 2016 року Галлдор Стеневік захищав кольори юнацьких та молодіжної збірної Норвегії. Брав участь у юнацьких  чемпіонат Європи (U-17) та (U-19).